# Gorond
Gorond (ukránul: Ґоронда) település Ukrajnában, Kárpátalján, a Munkácsi járásban. Neve magyar köznévként a folyók árteréből 1–2 méterre kiemelkedő, települések kialakítására és földművelésre alkalmas magasabb térszínt jelent.

## Fekvése
Munkácstól délnyugatra, Nagylucska és Iznyéte közt fekvő település.

## Története
Gorondnak 1891-ben 1073 ruszin és magyar lakosa volt.
1910-ben 1626 lakosából 279 magyar, 1336 ruszin volt. Ebből 1435 görögkatolikus, 50 református, 99 izraelita volt.
A trianoni békeszerződés előtt Bereg vármegye Munkácsi járásához tartozott.